# 세네갈의 국장
세네갈의 국장은 1965년에 제정되었다.

세네갈의 국장

국장 가운데에는 두 개의 작은 공간으로 나뉜 방패가 그려져 있다. 방패 왼쪽에는 빨간색 바탕에 노란색 사자가 그려져 있다. 방패 오른쪽에는 노란색 바탕에 바오밥나무가 그려져 있으며 바오밥나무 아래에는 세네갈 강을 의미하는 초록색 물결무늬가 그려져 있다.
방패 위쪽에는 초록색 별이 그려져 있고 방패 아래쪽에는 훈장이 장식되어 있다. 국장 양쪽을 하얀색 야자나무 잎으로 만든 화환이 감싸고 있으며 리본이 이를 묶고 있다. 리본에는 세네갈의 나라 표어인 "하나의 국민, 하나의 목표, 하나의 신념"("Un Peuple, Un But, Une Foi")이 프랑스어로 쓰여져 있다.

1960년부터 1965년까지 사용된 세네갈의 국장

## 같이 보기
- 세네갈의 국기